# منتخب قطر لكرة اليد
منتخب قطر لكرة اليد هو الممثل الرسمي لدولة قطر في لعبة كرة اليد.

## سجل النتائج في بطولة العالم
| - ألمانيا 1938 : - السويد 1954 : - ألمانيا الشرقية 1958 : - ألمانيا الغربية 1961 : - تشيكوسلوفاكيا 1964 : - السويد 1967 : - فرنسا 1970 : - ألمانيا الشرقية 1974 : - الدنمارك 1978 : - ألمانيا الغربية 1982 : | - سويسرا 1986 : - تشيكوسلوفاكيا 1990 : - السويد 1993 : - أيسلندا 1995 : - اليابان 1997 : - مصر 1999 : - فرنسا 2001 : - البرتغال 2003 : 16 - تونس 2005 : 21 - ألمانيا 2007 : 23 | - السويد 2011 : - قطر 2015 : 2 - فرنسا 2017 : 8 - ألمانيا/الدنمارك 2019 : 13 |

## مواضيع جدلية

### تجنيس اللاعبين
قام المنتخب القطري بتجنيس عدد كبير من اللاعبين الأجانب لتشكيلتهم في بطولة العالم لكرة اليد للرجال لعام 2015.
وفقا لقواعد IHF، للحصول على الأهلية للعب لفريق وطني جديد، لا يمكن للاعب أن يكون قد لعب لدولة أخرى لمدة ثلاث سنوات بصورة رسمية. هذا سمح للعديد من اللاعبين المولودين في الخارج، من بينهم بورخا فيدال المولود في إسبانيا، وجوران ستويانوفيتش وجوفو داميانوفيتش من مونتينيغرو، وبرتراند رويني الذي سبق له اللعب لفرنسا، باللعب مع المنتخب القطري في البطولة.
واعترف رئيس الاتحاد القطري لكرة اليد، أحمد محمد عبد الرب الشعبي، بتلك الممارسة في بيان صدر في يونيو 2013، قائلاً: «نحن أمة صغيرة ذات موارد بشرية محدودة، لذا اضطررنا أن نجلب لاعبين من الخارج في الماضي». كما أعلن عن إنهاء الممارسة حينها، مضيفًا أنه «[قد] يستثني فقط حالة حارس مرمى من ذوي الخبرة». في يناير 2014، قال الوكيل الرياضي الدنماركي مادس وينثر إنه التقى بـ «أشخاص مرتبطين بقطر» فيما يتعلق بإمكانية تجنيس اللاعبين الدنماركيين.
وانتقد الحارس النمساوي هذه الممارسة بعد خسارة فريقه أمام قطر في دور الثمانية وقال: «شعرت بأنني ألعب ضد فريق نجوم العالم». في مؤتمر صحفي خلال البطولة، رفض مدرب منتخب قطر فاليرو ريفيرا التعليق على الأمر. اللاعب الإسباني خوان كانيلاس لم يعتقد أنها كانت مشكلة، وقال «إذا كانوا يستطيعون فعل ذلك، فلم لا.»
بعد مباراة نصف النهائي ضد بولندا، والوصول إلى المباراة النهائية، تم انتقاد هذه الممارسة بشكل أكبر، مع وجود لاعبين مثل Danijel Šarić الذي قد لعب لصالح أربعة منتخبات وطنية مختلفة.